# Камчатний Валерій Григорович
Камча́тний Вале́рій Григо́рович (нар. 13 червня 1955, м. Лебедин, Сумська область) — Член Асоціації народних депутатів України. Член Правління ГО "Асоціація випускників Національного технічного університету «Харківський політехнічний інститут»
Освіта: Харківський політехнічний інститут (1978); Українська юридична академія (1991); Харківський регіональний інститут Національної академії державного управління при Президентові України (2008, з відзнакою). Кандидат історичних наук (доктор філософії) за спеціальністю «Історія науки і техніки» (2015 р.). Автор 18 наукових праць. Захистив дисертацію за темою «Науково-освітній доробок професора І. П. Осипова в галузі хімії».
Народний депутат України 6-го скликання 11.2007-12.2012 від Блоку Юлії Тимошенко, № 99 в списку. Заступник Голови Комітету з питань Регламенту, депутатської етики та забезпечення діяльності Верховної Ради України (з 12.2007).
Очолював Постійну делегацію Верховної Ради України в Парламентському вимірі Центральноєвропейської ініціативи (ПВ ЦЄІ), двічі обирався заступником Голови Постійного комітету з політичних питань ПВ ЦЄІ. У 2012 р. у зв'язку з головуванням України в ЦЄІ обіймав посаду Президента ПВ ЦЄІ. Очолював групи з міжпарламентських зв'язків з Албанією та Королівством Норвегія ВРУ. Входив до складу Національної Конституційної Ради (2008).
Народний депутат України 5-го скликання 04.2006-06.2007 від Блоку Юлії Тимошенко, № 123 в списку. На час виборів: керівник апарату Харківської обласної державної адміністрації, член ВО «Батьківщина». Член Комітету з питань Регламенту, депутатської етики та забезпечення діяльності Верховної Ради України (з 07.2006 по 06.2007).
- З 1978 — інженер Харківського машинобудівного заводу імені Дзержинського, на комсомольській та партійній роботі.
- З 1991 — робота на підприємствах нових форм господарювання.
- 2000—2002 — заступник голови, голова правління ВАТ «„Нафтогазтехніка“», начальник відділу газового комплексу та паливних ресурсів Управління паливно-енергетичного комплексу Харківської облдержадміністрації.
- 2002—2005 — помічник-консультант народного депутата України С. М. Правденка.
- 2005—2006 — керівник апарату Харківської облдержадміністрації.
- 2006—2012 — народний депутат України двох скликань (5-го та 6-го)

Обирався головою Харківської обласної організації ВО «Батьківщина» (з 07.2002).
Ініціатор виділення коштів на продовження будівництва харківського метрополітену, Харківської філармонії, діагностичного центру Харківської обласної клінічної лікарні, низки багатьох інших соціальних об'єктів Харківщини.
Член-кореспондент Інженерної академії України.
Нагороджений орденами «За заслуги» II, III ступенів, Подякою Президента України, Почесним знаком Харківської обласної ради «Слобожанська слава», орденом Георгія Побєдоносця Української православної церкви, Почесною грамотою Харківської облдержадміністрації, Бронзовим знаком ВДНГ СРСР. Меценат Пархомівського художнього музею.
Одружений, має доньку та сина.